# The Lazy Song
The Lazy Song är en låt av Bruno Mars från hans debutalbum Doo-Wops & Hooligans som släpptes den 15 februari 2011. Låtens genre är roots reggae, R&B, pop och doo wop.